# 卡纳维拉尔角空军基地20号发射台
卡纳维拉尔角空军基地20号 航天发射复合体 (SLC-20)，即以前的20号发射复合体(LC-20)。是位于佛罗里达州卡纳维拉尔角梅里特岛的发射场。SLC-20位于洲际弹道导弹公里最北端，位于SLC-19和SLC-34之间。发射场建于20世纪50年代晚期，原用于大力神1号导弹计划，1964年改造后用于发射泰坦三号。80年代晚期再次改造后用在星球实验室计划中发射星鸟号火箭。1996年发射场封闭前SLC-20已发射了数枚大力神1号和四枚大力神1号。.
1999年，佛罗里达宇航中心当局恢复该发射场用于商业发射。重启发射需要升级A发射台，在环道东北角上建造新大楼。
该发射场目前被NASA的先进技术发展中心（ATDC）占用。该中心是NASA牵头的发射场新技术的测试，验证研发计划。佛罗里达州空军国民警卫队也是用该发射场。

## 外部了连接
28°30′44″N 80°33′24″W / 28.512152°N 80.556693°W
- 20号发射复合体 （页面存档备份，存于）